# 13569 Осю
13569 О́сю (13569 Ōshū) — астероїд головного поясу, відкритий 4 березня 1993 року.
Тіссеранів параметр щодо Юпітера — 3,503.
Названо на честь японського міста Осю (яп. おうしゅう(奥州) о:сю:)